# Leben am Fließ – W Błotach
Leben am Fließ – W Błotach ist ein Dokumentarfilm des DEFA-Studios für Trickfilme von Peter Rocha aus dem Jahr 1990.

## Handlung
Das Filmteam begleitet Reinhard Schmidt und seine Familie, wie sie den Alltag im Spreewald verbringen. Es beginnt mit dem Reinigen der Kanäle, bei dem Reinhard gemeinsam mit einigen Nachbarn das hohe Gras der Böschungen abmäht und die Pflanzen am Grund des Fließes entfernt. Währenddessen beschäftigt sich Frau Schmidt in der Waschküche mit der großen Wäsche, wofür ein Waschkessel mit Holz angeheizt wurde. Inzwischen ist auch Herr Schmidt wieder zu Hause eingetroffen und übt mit einem Mikrofon sowie Musik von einem Tonband, wie er seine Gäste begrüßen will, wenn er mit ihnen auf seinem Spreewaldkahn durch die Kanäle fährt. Dabei erzählt er auch, dass sein Kahn der „Kahn der fröhlichen Leute“ genannt wird.
Frau Schmidt kommt mit einer großen Milchkanne und erklärt, dass sie zweimal pro Woche frisches Wasser von der Straße holen müssen. Früher konnten sie das Wasser aus dem Fließ nutzen, da es dort keinerlei Eintrübung gab. Das ist seit Inbetriebnahme der großen Kohlekraftwerke und dem anfallenden Grubenwasser nicht mehr genießbar. Reinhard Schmidt ergänzt aus dem Off, dass es nicht nur das Kraftwerk Schwarze Pumpe ist, weshalb sich im Winter der frisch gefallene Schnee innerhalb eines Tages schwarz eingefärbt. Wenn der Wind ungünstig steht, ist zusätzlich auch der Gestank fast nicht auszuhalten. Die frisch gewaschene Wäsche hängt aber trotzdem im Garten zum Trocknen.  
Während Reinhard Schmidt ein neues Rudel herstellt, ist er mit einigen Nachbarn im Gespräch. Dabei erzählen sie, dass ein Arzt nur in den Hals schauen muss, um sofort festzustellen, wo der Patient wohnt, solch einen Schaden richtet die schwefelhaltige Luft an. Doch weiter wollen sie über das Thema nicht sprechen, denn Reinhard Schmidt musste sich deshalb schon einmal in der Landwirtschaftszeitung verantworten. Um das Thema zu wechseln, loben die Nachbarn den Reinhard, dass er ihnen das Rudel anfertigt, denn bei anderen kostet das mindestens 100 Mark und eine Flasche Schnaps. In der Küche stellt inzwischen die Oma einen Topf mit Suppe auf den mit Holz gefeuerten Herd.
Die nächsten Aufnahmen zeigen Reinhard beim Reinigen des Kartoffelackers und auch beim Sägen von Holz, das im täglichen Leben nicht zu ersetzen ist. Doch damit sind Reinhards Aufgaben noch nicht erledigt, denn auch das Ausschachten eines Grabes auf dem Friedhof gehört zu seinen Tätigkeiten, einschließlich der Funktion eines Sargträgers. Wieder zu Hause übt er erneut einige Ansprachen für die Gäste auf seinen Kahntouren. Auch ein paar seiner Standardsprüche gibt er zum Besten, so „Wer gibt, ist beliebt“ oder „Wer nichts sät, kann nichts ernten“ und „Wer viel Schnaps trinkt, ist irgendwann mal besoffen“.
Während er mit einem Nachbarn einen alten Traktor, der quer auf zwei Spreewaldkähnen steht, von einem Feld auf ein anderes umsetzt, erzählt er, dass in den 1950er und 1960er Jahren versucht wurde, die Mückenplage im Spreewald mit einer chemischen Bekämpfung aus der Luft zu bekämpfen. Dabei stellte sich heraus, dass nicht nur die Mücken dabei den Tod fanden, sondern auch Frösche, Libellen und anderes Kleingetier nicht überlebten, da ihnen die Nahrungsgrundlage entzogen wurde. Reinhard kommt zu der Schlussfolgerung, der Mensch brauche die Natur, jedoch brauche die Natur den Menschen nicht. Dazu passt auch die im Film geäußerte Meinung, die noch auf dem Hof befindliche Kuh im Sommer nicht auf ein Feld zu stellen, da sie dann den Dung nicht nutzen könnten, und bei Schmidts wird nur mit Naturdünger gearbeitet.
Die Uroma des Hauses wird beim Schälen von Äpfeln gezeigt, die anschließend als Kuchen in einem, natürlich mit Holz beheizten, Backofen gebacken werden. Die ersten Stücke davon genießt Reinhards Schwiegermutter mit einer Nachbarin, mit der sie sich in sorbischer Sprache unterhält. Anschließend ist die gesamte Familie Schmidt, sieben Personen in vier Generationen, am Tisch zu sehen, als sie Quark und Kartoffeln essen. Auch da zeigt sich die Hilfsbereitschaft Reinhard Schmidts, als während des Essens plötzlich ein Nachbar kommt, um sich eine Bohrmaschine zu leihen, springt Reinhard sofort auf, um den Wunsch zu erfüllen. Während anschließend die Uroma das Geschirr abwäscht, sind die anderen Erwachsenen der Familie bereits wieder anderweitig beschäftigt. Da das Leben im Spreewald sehr hart ist, haben sich viele Bewohner bereits eine Arbeit in der Stadt gesucht. Zum Schluss des Films fährt Reinhard mit seinem Kahn, untermalt von einem Lied in sorbischer Sprache, durch die Kanäle.

## Produktion
Leben am Fließ – W Błotach wurde als zweiter Teil einer Trilogie mit den Filmen Hochwaldmärchen und Die Schmerzen der Lausitz unter dem Arbeitstitel Sorbische Familie von der Produktionsgruppe Sorbischer Film auf ORWO-Color gedreht und lief am 13. April 1990 in den Kinos der DDR an. Eine erste Ausstrahlung erfolgte am 1. November 1990 im DFF2 des Deutschen Fernsehfunks.
Die Dramaturgie lag in den Händen von Gerat Hendrich.

## Auszeichnungen
- 1990: Bund Lausitzer Sorben: Kunstpreis der Lausitzer Sorben[2]